# Dunaalmási Kőfejtő Természetvédelmi Terület

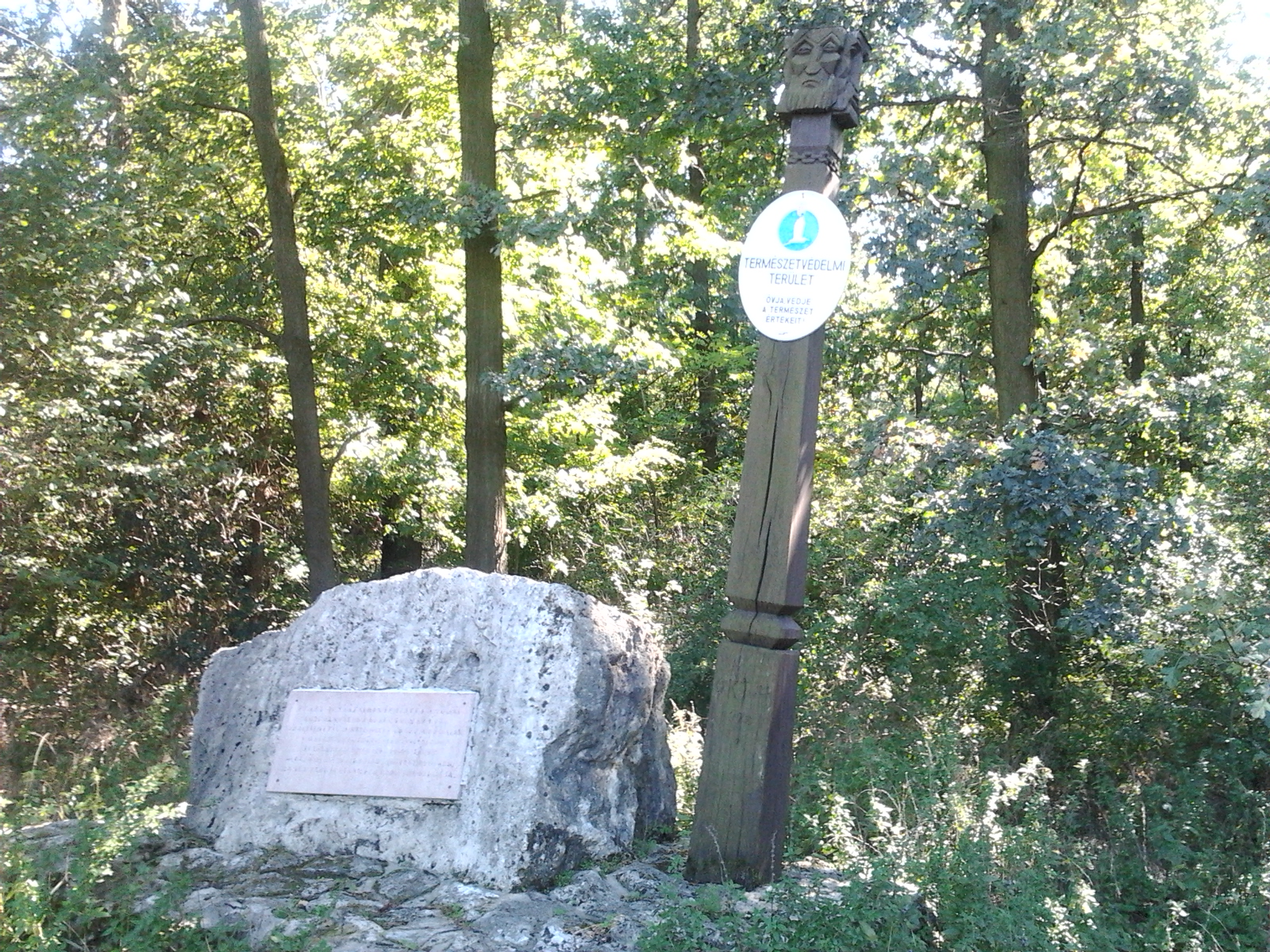
A Római út kopjafája Dunaalmás közelében

A Dunaalmási Kőfejtő Természetvédelmi Terület Dunaalmás és Szomód települések határában található, Komárom-Esztergom vármegye északi részén, a Gerecse északi nyúlványainál. A terület mintegy 230 hektár kiterjedésű. A kőfejtő a Duna–Ipoly Nemzeti Park igazgatóságának fennhatósága alá tartozik. Keresztülhalad rajta a Dunaalmás-Szomód turistaút és a Dunaszentmiklós-Kőpite-hegy turistaút is.
A kőfejtő már a római korban is működött, amikor is a közeli Brigetio erődjéhez bányásztak itt alapanyagot. A műemléknek számító kőhordó út, a Római út a leghosszabb fennmaradt magyarországi római eredetű útvonal. A kőfejtő egészen a második világháború idejéig működött. 
A pleisztocén kori ősállat-leletanyag többek közt egy őselefántfaj egyik egyedét (Elephas planifrons), egy kihalt teknősfaj egyedeit (Clemys méhelyi) és édesvízi táskarákok maradványait rejtette.
A korábbi pusztai homokgyep helyére fenyveserdőt telepítettek. A Magyarországon előforduló mintegy 33 páfrányfaj közül 18 él itt, rendkívül kis területen, amely egyedülálló fajgazdagságot jelent.

## A védett természeti terület rövid jellemzése
Építőipari nyersanyagként a forrásmészkövet már a rómaiak is hasznosították, bányászata egészen a második világháborúig tartott.
A Gerecse jellegzetes töréses röghegység. A hegytömeg peremeit szegélyező törésvonalak mentén (elsősorban a tatai és Duna-völgyi törésrendszerek mentén) bő vízhozamú hévforrások fakadtak és ezekből vált ki a forrásmészkő. Dunaalmás fölött a forrásmészkő kiterjedése meghaladja a 2,5 négyzetkilométert, vastagsága a 20-25 métert. A forrásmészkő kiválása a pannon-időszakban kezdődött meg, helyenként csaknem napjainkig tartott. A hévforrás-tevékenység teljes megszűnése a tatabányai szénmedencében folytatott bányászathoz kapcsolódó karsztvízszint nagyfokú süllyesztésének hatására következett be.
A védett kőfejtősor kőzetanyaga az alsó pleisztocénban rakódott le. A kőfejtősor lényegében az egykori négy nagy bányából áll. A dunaalmási forrásmészkő ún. tetarátás kifejlődésű: azok a források, amelyekből a forrásmészkő kivált, északnyugati irányban folytak le. A forrásmészkőből 3.5méter magas gátak épültek. A víz ezeken átbukva, 30-50 m átmérőjű, sekély mélységű tavakban gyűlt össze.
A kőfejtők területén rendkívül értékes őslénytani lelet-anyagot tártak fel. A leletanyag érdekes tagja egy őselefántféle (Elephas planifrons), egy itt leírt kihalt teknősfaj (Clemys méhelyi) valamint a forrástavakban élt édesvízi táskarák.
Nem kevésbé érdekes és ritka a védett kőfejtők felszínén élő növényállomány: a pusztai homokgyep helyére telepített fenyves és a szomódi páfrányos erdő (a hazánkban előforduló 33 páfrányfaj közül 18-nak adott menedéket). Európában sehol sem volt ismeretes ehhez hasonló élőhely, ahol ilyen kis területen ennyiféle páfrányfaj, illetőleg azok hibridjei és változatai is előfordultak. Sajnos az utóbbi évtized éghajlat/időjárás változásai nem kedveznek az élőhely fennmaradásának.
A Kőpite-hegy és a Les-hegy között teljes épségben megmaradt az a rómaiak által épített, ún. kőhordó út, amelyen római rabszolgák szállították az itt fejtett mészkövet. Ez Magyarország leghosszabb ismert és ép római kori útja.
A dunaalmási forrásmészkő hazai vonatkozásban egyedülálló. Emiatt a dunaalmási kőfejtők kőzetfeltárásait földtani alapszelvényként tartják nyilván.

## Növényvilága
A Dunaalmási Kőfejtő Természetvédelmi Területen számos növényfaj képviselői találhatóak meg. A fákat a fehér nyár (Populus alba), tölgyek (Quercus), szilfák (Ulmus) alkotják.
Mohatakaróját igen nagy változatosság jellemzi. Megtalálhatóak többek között a pintycsőrű moha (Brachythecium rutabulum), a Herzogiella seligeri, a Katalin-moha (Atrichum undulatum), az Aulacomnium androgynum, a Pohlia nutans, a Dicranum montanum, a fehérlő vánkosmoha (Leucobryum glaucum), a hegyes moha (Calliergonella cuspidata), a Campylopus introflexus, a Dicranum tauricum, a kerekesféreg-lakta májmoha (Frullania dilatata), az erdei szőrmoha (Polytrichastrum formosum), az egyenes-tokú moha (Pylaisia polyantha), a ciprusmoha (Hypnum cupressiforme), a Bryum laevifilum, az Orthotrichum obtusifolium, az Orthotrichum patens, az Orthotrichum diaphanum, az Orthotrichum pumilum, a Plagiomnium undulatum, a Scleropodium purum, a Brachythecium velutinum, a pirosszárú moha (Pleurozium schreberi), a fűzmoha (Leskea polycarpa), a Pseudoleskeella nervosa, az Amblystegium serpens, valamint a Radula complanata is. Páfrányok közelében él a Plagiomnium affine.